# Claus Schall
Claus Nielsen Schall (Copenaghen, 23 aprile 1757 – Copenaghen, 10 agosto 1835) è stato un violinista, compositore e danzatore danese.

## Biografia
Era figlio di un maestro di ballo, arte alla quale si dedicò in un primo momento, mentre solo successivamente rivolse la propria attenzione al violino.

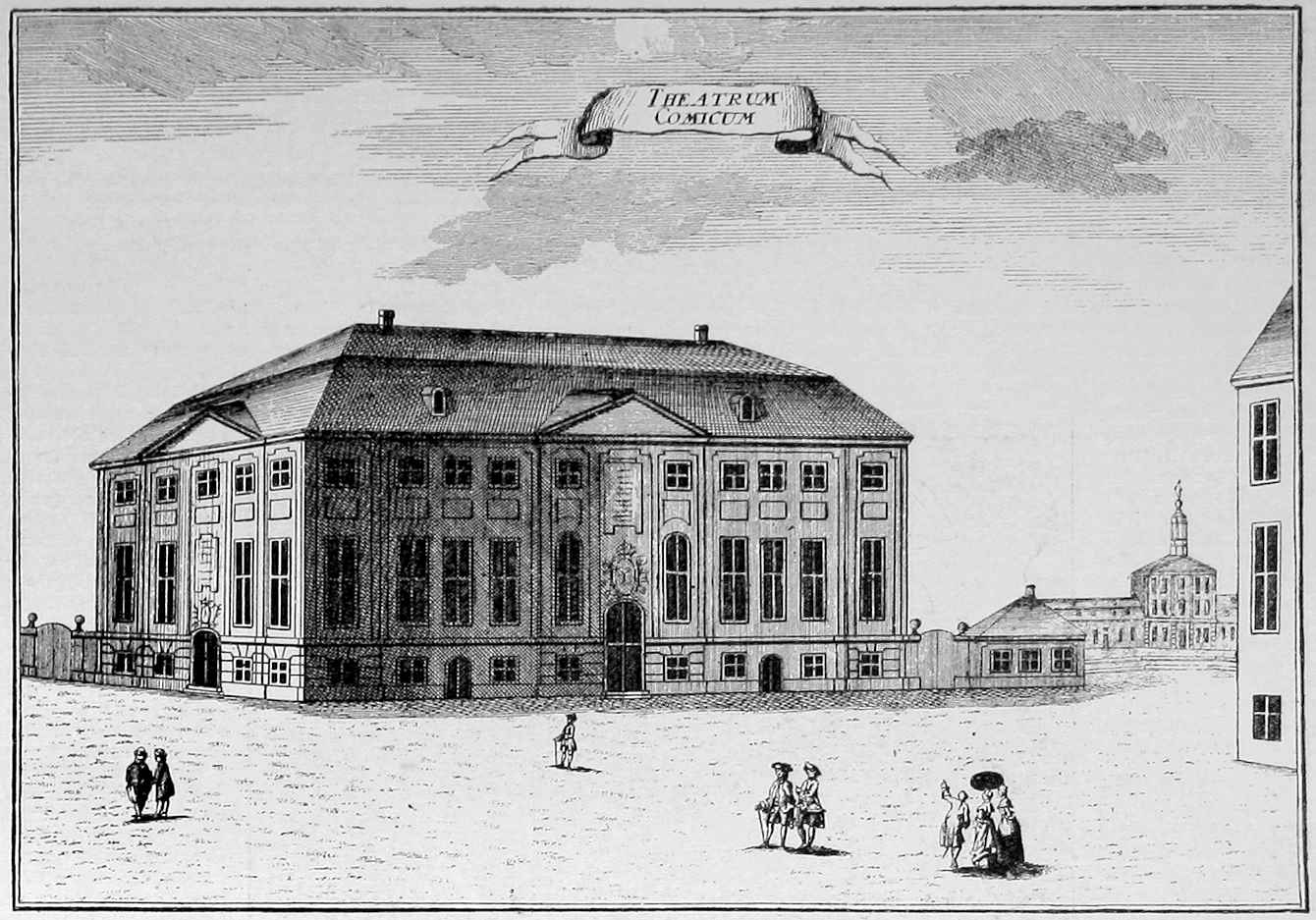
Il Teatro Reale di Copenaghen all'epoca di Schall

Nel 1772 entrò a far parte del corpo di ballo del Teatro Reale (Det Kongelige Teater) di Copenaghen e nel 1775 divenne membro della cappella di corte, dal 1779 anche come violinista. Il coreografo e danzatore Vincenzo Galeotti lo assunse al Teatro Reale come répétiteur e direttore del balletto nel 1776, inoltre gli commissionò la musica di numerosi suoi balletti.
Alla fine degli gli anni '80, viaggiò a Parigi, Dresda, Berlino e Praga, dove incontrò Mozart, per tornare infine a Copenaghen nel 1792 per prendere il posto di Konzertmeister nell'orchestra dell'Opera. Nel 1795 fu nominato compositore del Balletto Reale e nel 1818 direttore musicale dell'Opera, posto che mantenne fino al 1834.
Si fece apprezzare soprattutto come compositore della musica per balletti; ne compose per oltre 30, tra i quali i più noti sono Lagertha (1801) coreografia di Vincenzo Galeotti, Rolf Blaaskjaeg (1808), Romeo e Giulietta (1811), Macbeth (1816) ancora con le coreografie di Galeotti. Inoltre, compose singspiel, cantate, musica da camera per vari organici, un concerto per flauto e orchestra e parecchia musica violinistica: 5 concerti, 6 sonate per violino e basso, pezzi vari anche di carattere didattico.